# Saharoza
Saharoza (tur. Seker < perz. Šeker < staroindij. Sarkara: šljunak; mljeveni šećer ili lat. saccharum < grč. ? ), je kristalizirani bijeli šećer proizveden od šećerne trske ili repe, to je ugljikohidrat, disaharid, kemijske formule C12H22O11, u kojem su molekule glukoze povezane s molekulama fruktoze. Najvažnija je od svih šećera ili saharida. Poznata je pod nazivima: šećer, slador, kuhinjski šećer te obični šećer i u svakodnevici se ta riječ najčešće i koristi. Hrvatski naziv slador smatra se zastarjelim.

## Osobine i dobivanje
Šećer je prirodni kemijski spoj koji je, kao i drugi disaharidi, raširen u slatkim sokovima biljaka. Tvori velike, bezbojne, monoklinske kristale. Slatka je okusa, lako se otapa u vodi i velike je hranjive vrijednosti: 1g saharoze oslobađa energiju od 17,2 kJ (prije 4,1 kcal). Pri temperaturi od 160 °C tali se bez promjene u bistru tekućinu, a pri 200 °C prelazi u smeđe obojen karamel.

Vodene otopine saharoze zakreću ravninu polarizirane svjetlosti jako u desno.

Na tom se svojstvu temelje optičke metode određivanja koncentracije šećera u vodenim otopinama. Djelovanjem kiselina ili enzima invertaze molekula saharoze hidrolitički se cijepa na sastavne dijelove: glukozu i fruktozu, a dobivena se smjesa naziva invertni šećer. Važno je tehničko svojstvo šećera njegova sposobnost da djelovanjem kvašćevih gljivica prevrije, tj. cijepa se na alkohol (etanol) i ugljikov dioksid (alkoholno vrenje).
Proizvodnja šećera sastoji se u ekstrakciji iz biljnih šećernih sirovina i u njegovu pročišćavanju. Dok se voćni i grožđani šećer, zbog svoje slabe sposobnosti kristalizacije, proizvode u skromnim količinama, proizvodnja saharoze razvila se u moćnu industriju, a njezin proizvod ima važnu ulogu u suvremenoj ljudskoj prehrani. Iako se u sokovima mnogih biljaka nalazi nešto saharoze (neki javori[provjeriti proizvodnju u Kanadi], šećerno proso, stabljika kukuruza i dr.), za industrijsku proizvodnju saharoze značajne su samo šećerna repa i šećerna trska. Šećerna repa uzgaja se u umjerenom klimatskom pojasu i od nje se šećer proizvodi u cijeloj Europi. Poznavali su ju i stari Rimljani i upotrebljavali kao varivo. Uzgajanje šećerne trske vezano je uz tropske predjele. Indijci su od pamtivjeka vadili sladak sok iz šećerne trske, a Europljani su taj proizvod upoznali za vrijeme križarskih ratova.
Kolumbo je šećernu trsku prenio u Ameriku, gdje se i danas uzgaja u velikim količinama. God 1774. njemački kemičar i ljekarnik Andreas Markgraf otkrio je da je šećer u repi istovjetan šećeru koji se vadi iz trske. Prva tvornica šećera iz repe bila je podignuta 1802.g. u Šleskoj.

## Šećer iz šećerne repe
Šećer iz šećerne repe se provodi u više faza. Osnovna mu je sirovina, šećerna repa (Beta vulgaris).

## Šećer iz šećerne trske
Šećer iz šećerne trske proizvodi se usitnjavanjem i prešanjem stabljike šećerne trske između teških željeznih valjaka, a dobiveni slatki sok prerađuje se na sličan način kao i sok dobiven iz šećerne repe, dok isprešane stabljike (bagasa) služe kao gorivo.

## Proizvodnja šećera u Hrvatskoj
U Hrvatskoj rade tri šećerane: osječki Kandit Premijer, virovitički Viro i županjska Sladorana, koje su se 2006. poslovno udružile radi smanjenja proizvodnih troškova te zajedničkoga nastupa na europskome tržištu. U 2006. proizvele su 240 000 t šećera od šećerne repe te gotovo 60 000 tona od šećerne trske. Tako uz izvoz od 180 000 t na domaćem tržištu ostaje 120 000 t šećera.

## Vanjske poveznice
- Šećer Hrvatska tehnička enciklopedija, portal hrvatske tehničke baštine. LZMK